# Palazzo delle Carrozze

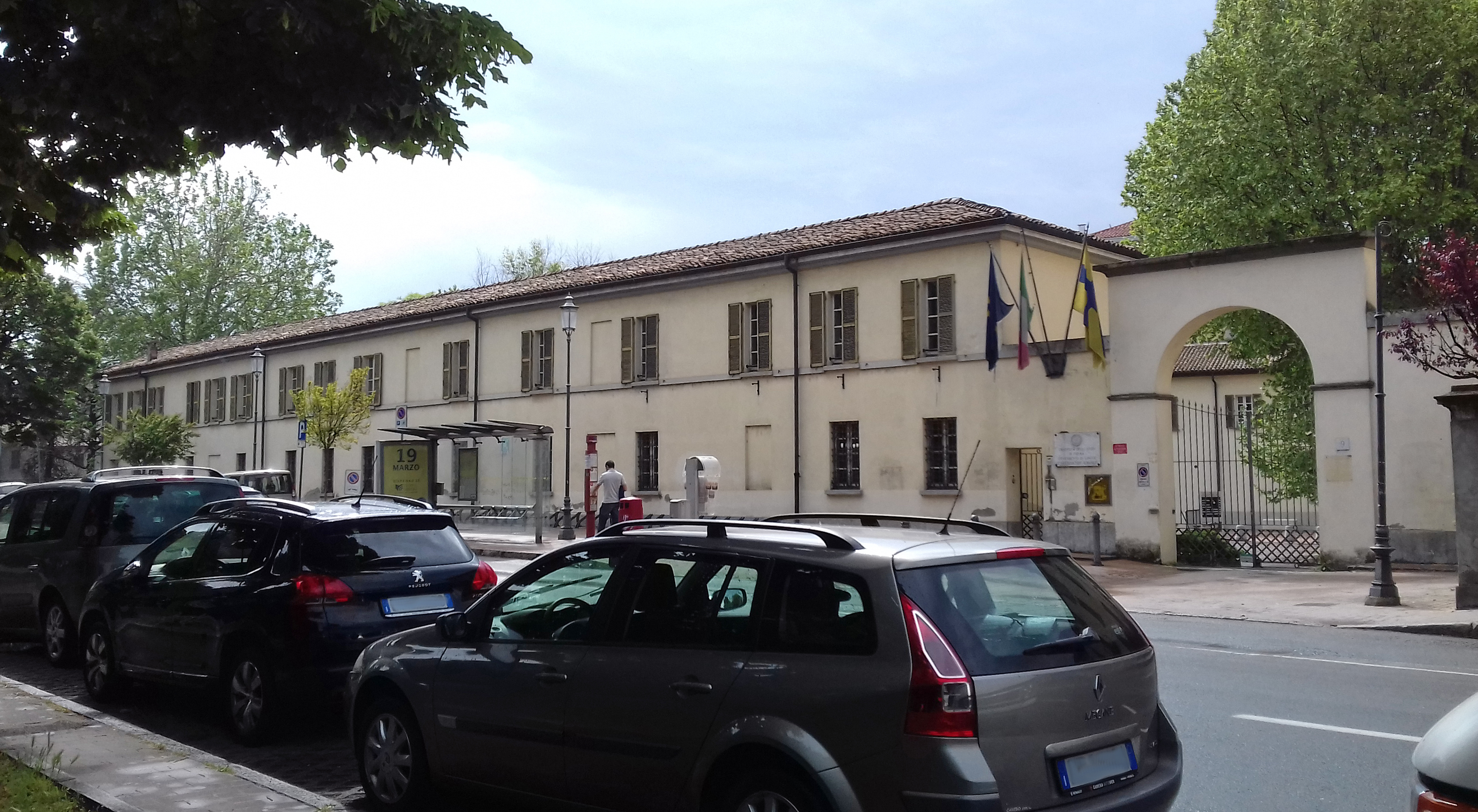
Hauptfassade des Palazzo delle Carrozze in Parma

Der Palazzo delle Carrozze ist ein klassizistischer Palast aus dem 18. Jahrhundert in Parma in der italienischen Region Emilia-Romagna. Er liegt an der Viale San Michele 9. Dort sind die Spracheninstitute der humanistischen, sozialen und kulturellen Fachschaften der Universität Parma untergebracht.

## Geschichte
Das Gebäude wurde 1763 entlang der Straße errichtet, die an der südöstlichen Stadtmauer die Porta San Michele mit dem Castinetto Petitot verbindet. Der Eigentümer Mattia Ortalli nutzte es als Wagenfabrik mit angebautem Wohnhaus. 1764 erhöhte das Herzogtum Parma die Steuern auf Wagen, die außerhalb der Staatsgrenzen gefertigt wurden, um die neue Firma wirtschaftlich zu begünstigen.
Nach der Annexion des Herzogtums durch die Truppen Napoleons 1801 kaufte die französische Regierung das Gebäude und machte daraus ein Krankenhaus und eine  Kaserne.
Das zu diesem Zeitpunkt verfallene Gebäude kehrte nach dem Fall des Kaisers zu seiner ursprünglichen Funktion zurück; dort war auch ein Lager für Leichenwagen untergebracht. Dennoch entschied sich die herzogliche Regierung schon 1819, den Palast vollständig zu restaurieren und dort die neue Veterinärschule unterzubringen. Mit den Arbeiten wurde begonnen, aber sie kamen nicht zu einem Abschluss, weil die Schule nicht eingerichtet wurde; der Plan wurde am 5. November 1821 von Herzogin Marie-Louise von Österreich endgültig niedergeschlagen. Danach wurde der Palast als Kaserne für die berittenen Dragoner genutzt.
1861, nach der Vereinigung Italiens wurde der Palast Sitz der Garnison und Lager der Kavallerie der königlich-italienischen Armee. 1937 wurde er zum Hauptwagenlager der Carabinieri, die dort bis zum Umzug in ein neues Gebäude in der Via delle Fonderie 1968 blieben.
Von 1969 bis 1973 diente das Gebäude als Sammellager der Organisation Mani Tese, verwaltet von den Xaverianer-Missionaren. Danach wurde es einige Jahre lang nicht genutzt.
1980 gab die städtische Liegenschaftsverwaltung das Gebäude für immer an die Universität Parma, die es vollständig umbauen ließ und dort das Institut für ausländische Sprachen und Literatur unterbrachte, das ab 2017 zu den Spracheninstituten der humanistischen, sozialen und kulturellen Fachschaften wurde.

## Beschreibung
Das breite Gebäude hat einen trapezförmigen Grundriss und erhebt sich um einen langen Innenhof mit Vorhalle.
Die weite, einfache Hauptfassade zum Viale San Michele, die vollständig verputzt ist, hat zwei Stockwerke, die durch ein Gesims getrennt und mit zahlreichen Fenstern ausgestattet sind.
Im Inneren des Ostflügels liegen die Verwaltungsbüros, im südlichen Baukörper die Studierzimmer der Dozenten und die zwei Aulen, im Westflügel die didaktischen Aulen, das Labor und die Bibliothek und schließlich im Nordteil die große Aula und in der ehemaligen Hausmeisterwohnung weitere Studierzimmer und der Sitz von CoLab.